# Велики Габер
Велики Габер (словен. Veliki Gaber) је насељено место у општини Требње, регија Југоисточна Словенија, Словенија.

## Историја
До територијалне реорганизације у Словенији био је у саставу старе општине Требње.

## Становништво
У попису становништва из 2011. године, Велики Габер је имао 314 становника.
| Број становника према пописима | Број становника према пописима | Број становника према пописима |
| ------------------------------ | ------------------------------ | ------------------------------ |
| 1991                           | 2002                           | 2011                           |
| 374                            | 315                            | 314                            |

Напомена: Године 1992. смањен за део насеља који је проглашен за ново самостално насеље Медведјек.

## Галерија
- улаз у насеље
- сеоске куће
- детаљ
- железничка станица "Габер"